# Netscape Browser
Netscape Browser（ネットスケープ ブラウザ）は、Netscapeシリーズのバージョン8の名称である。

## 詳細
2005年2月17日、Netscape 8 Betaがリリース予定だったが、いくつかのバグを修正するため3月3日まで遅れる事となった。名称をNetscape Browserへと変更し、動作環境をWindows、ユーザインタフェースに用いる言語を英語に限定して配布している。デフォルトで2種類のデザインをパッケージに含み、そのうちのFusionと呼ばれるテーマはタイトルバー部分をWindowsのLunaやClassicなどに依存しない独自のスタイルでデザインした特徴的なものとなっている。
2005年3月3日、Netscape 8 Betaがリリース。同年5月20日にはMozilla Firefox 1.0.3をベースに正式版が発表されたが、Firefox 1.0.4で修正された脆弱性に未対応だったため、公開の数時間後にアップデートが行われている。しかし、8.0.1には、エンジン切り替え機能に不具合があり、Internet ExplorerのXML関連機能に障害を発生させることが確認されたため、不具合を修正した8.0.2が公開された。その後Firefox 1.0.5で修正された脆弱性の中で特に重要度の高い脆弱性に対処した8.0.3.1が公開されたが、左クリックによるダウンロードが正常に作動しない不具合があったためいったん8.0.2に戻され、8月9日には各バグを取り除いた8.0.3.3が公開された。なお、2006年9月のバージョン8.1.2のリリース時はほとんど日本で報道されなかったが（理由は不明）、8.1.3については報道されている。
Mozilla Firefoxをベースに作られており、またWeb表示上の互換性問題を解決するために、これまでNetscape/Mozillaが使ってきたGeckoエンジンとTridentとを切り替えて使うことができるようになっている点を大きな特徴とする。サイトコントロール機能も追加され、ドメインごとにセキュリティ設定やブラウザエンジンを指定することが出来るようになった。しかしこの機能はActiveXコントロールを用いてIEのブラウザエンジンを呼び出しているものであるため、基本的な機能はIEのブラウザエンジンに依存する。
天気予報の機能も利用できるが、日本国内での利用を想定しているわけではないため日本国内の天気予報は利用できない。
廃止されたメール機能は代わりにウェブメールとしてNetscape Webmailボタンのツールバーに組み込む形で提供され、ブラウザからのツールバーのボタンを押せば直接Netscape Webmailのページに移動できるようになっている。
8.1以降はブラウザにセキュリティセンター機能が実装され、パスワード漏洩やスパイウェアの侵入を防御できる機能も追加されている。

## バージョンの変遷
- 8.0 - ファーストリリース （2005年5月20日）
- 8.0.1 - Firefox 1.0.4の脆弱性等に対処 （2005年5月20日）
- 8.0.2 - Internet ExplorerのXML関連障害の問題等修正 （2005年6月16日）
- 8.0.3.1 - Firefox 1.0.5の脆弱性等に対処 （2005年7月25日）
- 8.0.2 - 8.0.3.1の配布停止に基づく差し戻し （2005年7月29日）
- 8.0.3.3 - 左クリックによるダウンロードが正常に動作しないバグ等の修正 （2005年8月9日）
- 8.0.4 - Firefox 1.0.7の脆弱性等に対処 （2005年10月20日）
- 8.1 - スパイウェア対策機能などを追加 （2006年1月25日）
- 8.1.2 - RSS機能の強化など （2006年9月27日）
- 8.1.3 - Mozilla Firefox 1.5.0.8相当の脆弱性に対処 （2007年4月3日）

※公式な日本語版は存在しないが、非公式日本語パックが有志により作成され、公開された（現在は公開終了）。